# Stipe Mandalinić
Stipe Mandalinić (* 9. September 1992 in Split) ist ein kroatischer Handballspieler.
Der 1,95 Meter große und 90 Kilogramm schwere linke Rückraumspieler begann seine Karriere bei RK Split. 2010 wechselte er zu RK Karlovac. Ab 2012 spielte er beim RK Zagreb, mit dem er 2013, 2014, 2015, 2016 und 2017 die kroatische Meisterschaft sowie 2013, 2014, 2015, 2016 und 2017 den Pokal. 2013 gewann er mit Zagreb zusätzlich die SEHA-Liga.
Ab dem 15. November 2017 stand er beim deutschen Bundesligisten Füchse Berlin unter Vertrag. Im Mai 2018 machten die Füchse von einer Verlängerungsoption Gebrauch und verlängerten den Vertrag bis Sommer 2021. Mit den Füchsen Berlin gewann er 2018 den EHF-Pokal. Aufgrund der COVID-19-Pandemie wurde sein Vertrag im April 2020 vorzeitig aufgelöst. Zur Saison 2020/21 schloss er sich dem nordmazedonischen Verein RK Eurofarm Pelister an. Seit der Saison 2022/23 steht der Kroate beim griechischen Verein AEK Athen unter Vertrag. Mit AEK Athen gewann er 2023 die griechische Meisterschaft.
Mit der kroatischen Nationalmannschaft gewann Stipe Mandalinić bei der Weltmeisterschaft 2013 die Bronzemedaille. Bei der Weltmeisterschaft 2017 unterlag er mit den Kroaten im Spiel um Platz 3 gegen Slowenien. Weiterhin nahm er an der Europameisterschaft 2018 teil. 

## Bundesligabilanz
| Saison    | Verein        | Spielklasse | Spiele | Tore | 7-Meter | 2 min Strafen |
| --------- | ------------- | ----------- | ------ | ---- | ------- | ------------- |
| 2017/18   | Füchse Berlin | Bundesliga  | 15     | 24   | 0       | 2             |
| 2018/19   | Füchse Berlin | Bundesliga  | 7      | 5    | 2       | 0             |
| 2019/20   | Füchse Berlin | Bundesliga  | 27     | 24   | 0       | 0             |
| 2018–2020 | gesamt        | Bundesliga  | 49     | 53   | 2       | 2             |